# Wikipédia en arabe
Wikipédia en arabe (ويكيبيديا العربية Wīkībīdyā al-ʿArabiyya ou  ويكيبيديا، الموسوعة الحرة Wīkībīdyā, al-Mawsūʿa al-Ḥurra) est l’édition de Wikipédia en langue arabe, langue sémitique parlée dans le monde arabe. L'édition est lancée le 9 juillet 2003,. Son code est : ar.
Au 3 juillet 2025, l'édition en arabe contient 1 269 088 articles et compte 2 734 059 contributeurs, dont 4 309 contributeurs actifs et 26 administrateurs.

## Présentation

### Audience

Les pays où la Wikipédia en arabe est la plus populaire apparaissent en vert turquoise.

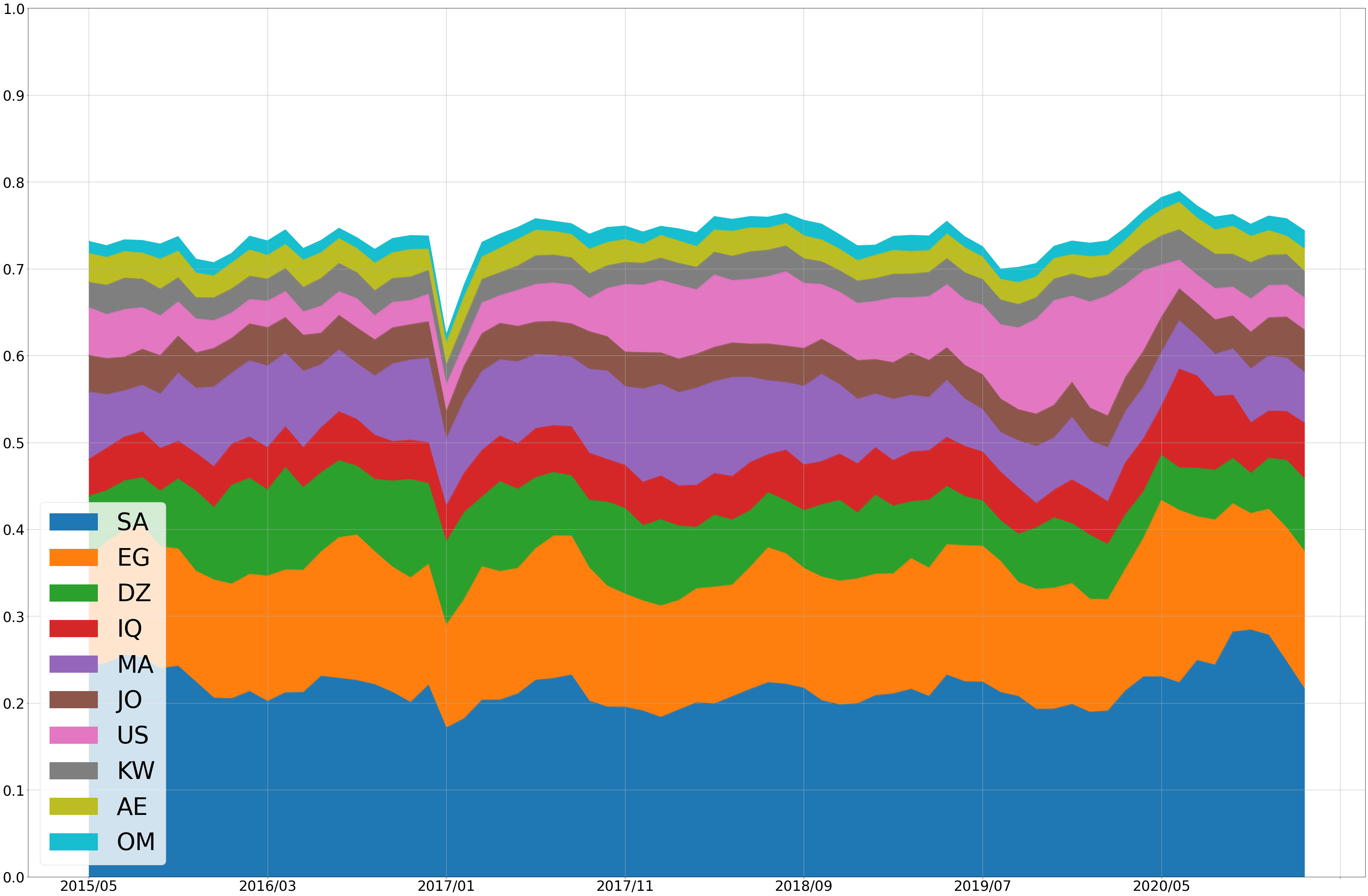
Répartition de l'audience de la Wikipédia en arabe par pays au cours du temps.

Selon Alexa, au 26 novembre 2014, la Wikipédia arabe était la 10e version de Wikipédia la plus visitée dans le mois, le sous-domaine "ar.wikipedia.org" ayant pour audience 1,8% du nombre total de visiteurs du site "wikipedia.org". En nombre de pages vues, il s'agit de la 12e version au mois de septembre 2018.
En ce qui concerne la répartition par pays, la répartition en juin 2018 était la suivante :
| Rang | Pays                | Pages vues |
| ---- | ------------------- | ---------- |
| 1    | Arabie saoudite     | 22,3%      |
| 2    | Égypte              | 12,9%      |
| 3    | Maroc               | 10,4%      |
| 4    | États-Unis          | 7,1%       |
| 5    | Algérie             | 7,0%       |
| 6    | Iraq                | 5,3%       |
| 7    | Jordanie            | 3,7%       |
| 8    | Koweït              | 3,0%       |
| 9    | Émirats arabes unis | 2,9%       |
| 10   | Syrie               | 2,2%       |

### Contributions
Durant le mois de décembre 2014, l’encyclopédie en ligne Wikipédia en langue arabe a représenté 1,4 % des modifications de page (pour 1,3 % des pages vues) de l’ensemble des éditions linguistiques de Wikipédia, ce qui en fait la 11e version linguistique la plus active sur ce mois.
Les dix premiers pays d’origine des contributeurs à la rédaction de l’encyclopédie en ligne Wikipédia en langue arabe durant le mois de décembre 2014 sont, en nombre de modifications de page et non de personnes uniques : l’Arabie saoudite (23,5 %), l’Égypte (19,8 %), le Maroc (7,9 %), l’Algérie (7,5 %), l’Irak (4,7 %), la Jordanie (4,1 %), la Palestine (3,8 %), la Tunisie (3,0 %), les Émirats arabes unis (2,7 %) et Israël (2,6 %).
Pour un aperçu de l’évolution du contenu et des contributions/contributeurs sur la Wikipédia en arabe, voir : Graphiques Wikipédia arabe

### Statistiques
- Le 10 novembre 2020, l'édition en arabe compte 1 077 037 articles et 1 950 574 utilisateurs enregistrés, ce qui en fait la 16e[8] édition linguistique de Wikipédia par le nombre d'articles et la 9e[9] par le nombre d'utilisateurs enregistrés, parmi les 314 éditions linguistiques actives.
- Le 20 septembre 2022, elle contient 1 186 842 articles et compte 2 303 953 contributeurs, dont 4 630 contributeurs actifs et 27 administrateurs.
- Le 9 août 2024, elle contient 1 238 505 articles et compte 2 607 964 contributeurs, dont 3 621 contributeurs actifs et 24 administrateurs.

### Soutien au peuple palestinien dans la guerre à Gaza
Le 22 décembre 2023, Wikipédia en arabe bloque les éditions durant un jour en solidarité avec les Palestiniens dans le cadre de la guerre à Gaza. Il change également son logo aux couleurs du drapeau de la Palestine et un bandeau apparaît sur le wiki sur lequel il est écrit « En solidarité avec les droits des Palestiniens... Arrêtez le génocide à Gaza... Arrêtez de tuer des civils... Arrêtez de cibler les hôpitaux et les écoles... Arrêtez la désinformation... Arrêtez le double standard... ».

## Censure
La Wikipédia arabe a été bloquée en Syrie depuis le 30 avril 2008 sans aucune explication donnée par le gouvernement. Les autres versions linguistiques de l’encyclopédie n’ont pas été impactées et sont restées accessibles. En revanche Wikimedia Commons est également bloqué et en conséquence aucune image n’est disponible quelle que soit la version de Wikipédia. De même, censure partielle en Arabie saoudite où plusieurs articles de la Wikipédia en arabe - surtout ceux ayant trait à la sexualité - sont filtrés.
En septembre 2020, deux contributeurs de la Wikipédia en arabe sont arrêtés : 
Osama Khalid est condamné à 5 puis 32 ans de prison tandis que Ziyad al-Sofiani est condamné à une peine de 8 années d'incarcération à la prison d'Al Hayer.

## Évaluation et critiques
En octobre 2011, la Wikipédia arabe affiche un indice de profondeur de 223. En constante progression depuis l’année 2008 où cet indice n’était que de 96. Ce nombre de 223 la place devant les versions allemande (90), française (149) ou encore japonaise (55), mais loin derrière la version anglaise (630).
Dans un article datant de 2008, la journaliste Haddad Layal du quotidien libanais Al-Akhbar s’est désolée du faible nombre d’articles de la Wikipédia arabe. Elle explique que les principales raisons sont la disponibilité restreinte du clavier arabe dans le monde arabe et le fait que de nombreux intellectuels arabes maitrisent l’anglais et préfèrent participer à la Wikipédia en anglais. La journaliste évoque également des critiques, « principalement de la part d’étrangers », sur le caractère peu objectif des articles de la Wikipédia arabe sur divers sujets sensibles tel que le conflit au Proche-Orient.